# Casa de Pilatos (Sevilla)
La Casa de Pilatos es un palacio situado en la ciudad española de Sevilla, en Andalucía, perteneciente a la Casa de Medinaceli. En él se integran diversos estilos arquitectónicos, como el renacentista italiano y el mudéjar español, fruto de las diferentes intervenciones acontecidas, desde el último tercio del siglo XV hasta el siglo XVII.

## Nombre
Cuando fue construido en el siglo XV se le llamó "Palacio del Adelantado Mayor de Andalucía". En el siglo XVI fue llamado "Palacio del Marqués de Tarifa" y, a finales del siglo XVI, "Casas Principales del Duque de Alcalá". Como está cerca de la Iglesia de San Esteban, en el siglo XVI se le llamó también "Palacio de San Esteban" o "Santiesteban". También se le ha llamado "Palacio de San Andrés", por ser el patrón de la casa ducal de Alcalá de los Gazules y de las jabonerías, que enriquecían a esta familia. En varios documentos del siglo XVIII se le llama "Casa de las Acémilas", por los animales de carga que entraban en las caballerizas.
El I marqués de Tarifa realizó una peregrinación a Tierra Santa entre 1518 y 1520. En Jerusalén se dio cuenta de que, entre el lugar donde le dijeron que estaba el Pretorio de Pilatos y el Monte Calvario había la misma distancia que de su palacio sevillano a la Cruz del Campo, un templete con una cruz que había sido erigido por el asistente de Sevilla, Diego de Merlo, en 1482. Cuando regresó decidió establecer un vía crucis con doce estaciones entre su palacio y la Cruz del Campo. En 1653 se publicó en Sevilla un folleto donde se decía que en una cruz del exterior de este palacio, por entonces del IX marqués de Tarifa y VI duque de Alcalá de los Gazules, estaba la primera estación de un vía crucis, en la cual Jesús salía de la casa de Pilatos. En 1756 un documento de la XI duquesa de Medinaceli menciona a este lugar como "Palacio de Pilatos" y en 1755 otro documento dice que era conocido vulgarmente como "Casa de Pilatos".

## Historia
El 27 de septiembre de 1483 el IV adelantado mayor de Andalucía, Pedro Enríquez de Quiñones, y su esposa, Catalina de Ribera, compraron a Luis de Mesa, receptor de los Reyes Católicos de los bienes confiscados por la Inquisición, unas casas situadas en la collación de San Esteban que habían pertenecido previamente a Pedro López, ejecutor del cabildo condenado por delito de "herética pravedad". Las casas tenían desván, molino, corrales, huerta y agua corriente procedente del acueducto Caños de Carmona. El matrimonio pagó por los inmuebles un precio bastante alto: 320 000 maravedís.
El palacio fue ampliado hasta ocupar casi toda la manzana. En este proceso, en marzo de 1487 compraron unas casas a Inés de Talancón y en agosto de 1487 otros inmuebles que habían sido confiscados al jurado Fernán Gómez por "herética pravedad".
En 1490 compraron al mercader genovés Jerome del Monte unas casas anejas que derribaron para hacer una plaza con una fuente rodeada de casas y tiendas. Esta plaza fue el origen de la actual Plaza de Pilatos. Por esas mismas fechas, el duque de Medina Sidonia había hecho otra plaza frente a su palacio sevillano, que es la actual Plaza del Duque de la Victoria.
Pedro Enríquez murió el 4 de febrero de 1492 junto al río Yeguas, cuando volvía de la Toma de Granada. El 16 de febrero de 1493 Catalina de Ribera compró una nueva casa, propiedad del Monasterio de San Agustín, que contaba con un horno de pan, desván y corral.
El escudo de Enríquez aparece en diversos puntos del palacio. Por Catalina de Ribera se colocaron los escudos heráldicos de Ribera y Sotomayor, por su tatarabuela Inés de Sotomayor. Catalina realizó la mayor parte de las obras del palacio hasta su muerte en 1505, por lo que sus escudos heráldicos aparecen más.
El palacio pasó a principios del siglo XVI a Fadrique Enríquez de Ribera, I marqués de Tarifa. En 1515 Rodrigo de Ribera le cedió sus derechos sobre una casa que estaba en la plaza junto al palacio. En 1517 el mayordomo del marqués, Virgilio Espinosa, adquirió dos nuevas casas a las hermanas Isabel e Inés Díaz de Sotomayor.
Un mercader de Milán estuvo en Sevilla entre 1517 y 1519 y escribió:

Hay en Sevilla dos palacios muy hermosos, uno es del marqués de Tarifa y otro de don Hernando, su hermano, los cuales son muy bellos y con bellos patios, bellas portadas y bellas salas, aunque todo fue elaborado a la morisca [...] en medio de los patios tienen hermosas fuentes

El I marqués de Tarifa salió de Bornos el 24 de noviembre de 1518 en dirección a Tierra Santa. Pasó por el norte de España, Francia e Italia. Le impresionaron mucho algunas obras góticas, como el retablo de alabastro de Pere Johan de la Catedral de Tarragona, el altar de plata y oro de la Catedral de Gerona y las imágenes de mármol labradas en la iglesia de Saint-Gilles. También se refirió con admiración a la Catedral de Milán y a la Cartuja de Pavía. Estuvo en una villa de los Médicis en Poggio a Caiano y en Roma, donde fue recibido por el papa en el Vaticano.
En Jerusalén estuvo donde se creía que había estado la casa de Caifás, en cuyo entorno había iglesia donde san Pedro negó conocer a Jesús con una ventanilla donde decían que estaba un gallo que cantó tras las negaciones. En recuerdo de esto, se puso en la capilla del palacio sevillano en el siglo XVI una hornacina con un gallo en barro vidriado, que fue destruido por el terremoto del 1 de noviembre de 1755 y sustituido por un lienzo.
Cuando llegó a la Basílica del Santo Sepulcro de Jerusalén vio una capilla con una columna de mármol pardo donde decían que Jesús se apoyó mientras era azotado. En la capilla del palacio sevillano se puso una columna así en el centro. Regresó a Sevilla el 20 de octubre de 1520.
En 1526 el I marqués de Tarifa contrató 13 columnas para el patio principal. El 13 de mayo de 1530 compró unas casas, propiedad del Convento de San Leandro, que incorporó a sus huertas y que son el actual jardín grande. El 14 de mayo del mismo año compró otras casas linderas de las anteriores a los Clérigos de la Veintena para construir un guardarropa.
El 31 de enero de 1528 contrató 33 columnas de Génova con Antonio María y Petro Aprile da Carona que no le fueron entregadas, teniendo que hacer un nuevo contrato el 10 de septiembre de 1529 con María Aprile da Carona, esta vez por 32 columnas.
Las fuentes de mármol del patio principal y del Jardín Grande son de mármol genovés de tiempos del I marqués de Tarifa. La parte superior de la fuente del patio principal se ha perdido, ya que actualmente es un Jano bifronte y, según un inventario de 1751, estaba rematada por la escultura de un sátiro.

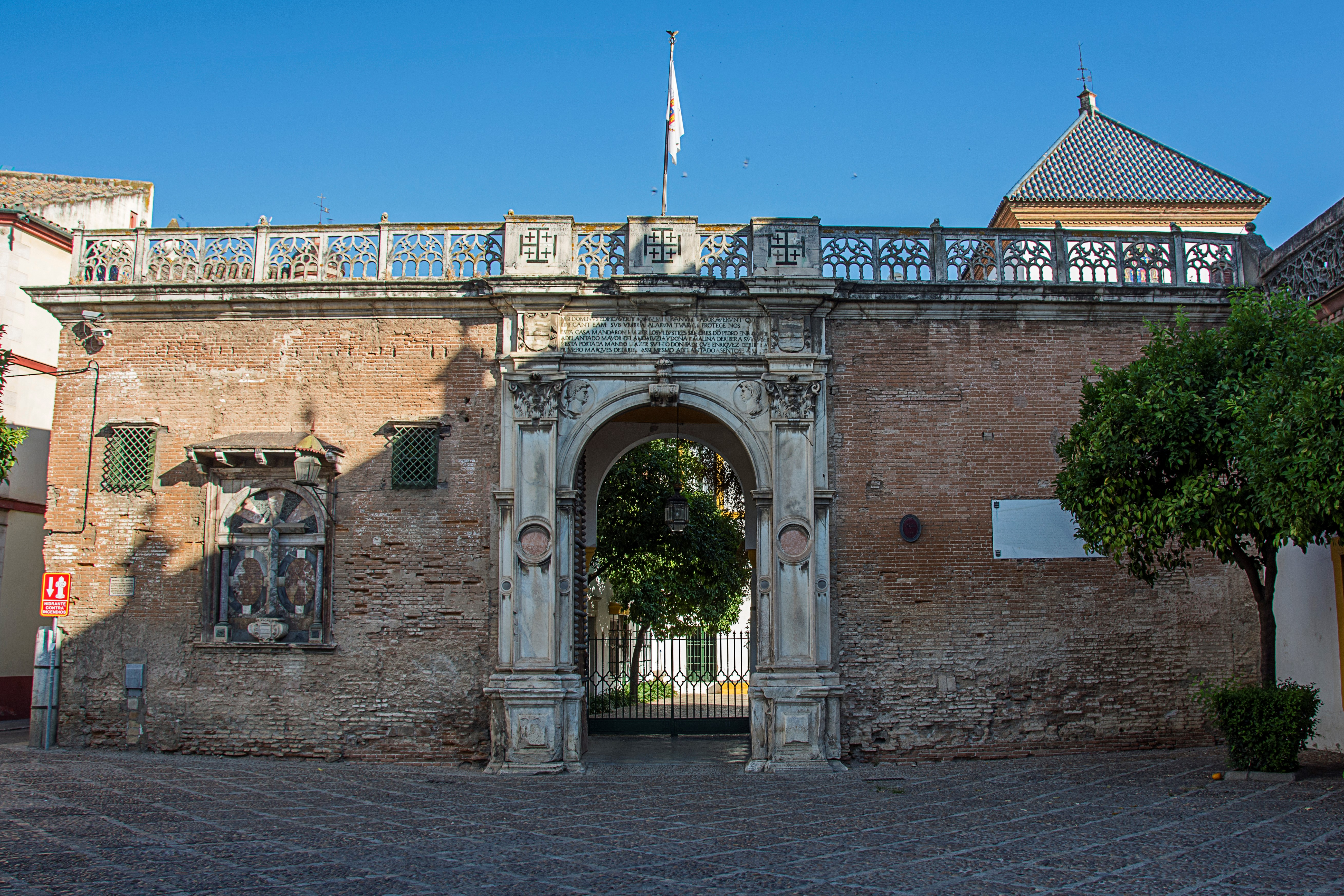
Fachada occidental, con la portada realizada por Antonio María Aprile da Carona en Génova en 1529.

El 10 de septiembre de 1529 se contrató la portada principal, de mármol, con Antonio María Aprile da Carona, que se comprometió a realizar el pedido en 18 meses en su taller de Génova y en ir a Sevilla personalmente a montarla. Hernando Colón tuvo ocasión de verla cuando estuvo en esa ciudad italiana en 1529. Fue colocada en el palacio sevillano en 1533. En la parte superior de la portada hay tres cruces de Jerusalén con la inscripción "4 días de agosto de 1519 entró en Jerusalem", en referencia a la peregrinación del I marqués de Tarifa. La portada está inspirada en las de otros palacios genoveses como los que pudo ver el I marqués de Tarifa en la plaza San Siro y en la plaza Porta Vecchia o como la del Palacio Pagano d'Oria.

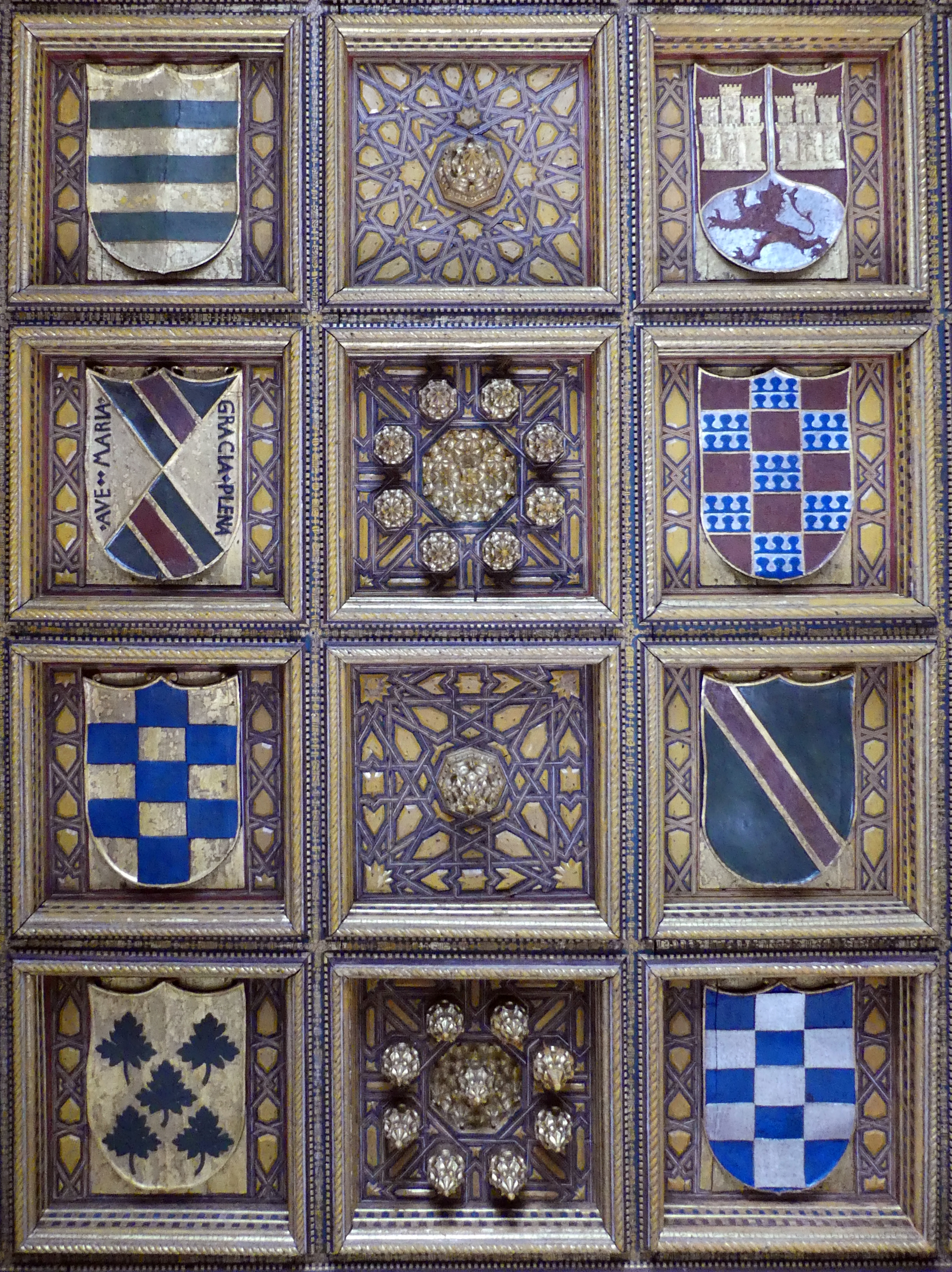
Escudos heráldicos en el artesonado del Salón del Pretorio. Este salón forma parte de la primera ampliación del palacio, tras el fallecimiento de Catalina de Ribera.

El 20 de octubre de 1536 se contrató con el carpintero Andrés Juara el artesonado con escudos heráldicos del conocido como Salón del Pretorio, que costó 49000 maravedís.
Se conserva un contrato del 1 de octubre de 1538 por el cual Diego y Juan Pulido, alfareros de Triana, se comprometían a entregar 2000 azulejos por semana para el palacio.
El 15 de octubre de 1538 se contrató con el albañil Diego Rodríguez la escalera principal, por 136 000 maravedís. La cúpula fue realizada por el carpintero Cristóbal Sánchez y dorada por Antón Pérez, según contrato del 2 de noviembre de ese año, con un coste de 165 000 maravedís.
El 26 de mayo de 1539 se contrató con el albañil Francisco Vélez la obra del Salón Dorado y el corredor anejo que hay detrás del Salón del Pretorio, por 25 000 maravedís.
En 1538 se contrató con Andrés Martín y en 1539 con Alonso Hernández Jurado unas pinturas murales renacentistas en las galerías altas y un salón también en la planta alta (conocido actualmente como Salón de los Frescos y llamado en el siglo XVI Sala de las Vidrieras) que no llegaron a acabar. El 10 de junio de 1539 se contrataron de nuevo estas pinturas con Diego Rodríguez, que fue el que las terminó.
Consta que el 2 de octubre de 1539 el I marqués de Tarifa ya había muerto y que el palacio había sido heredado por su sobrino, Per Afán de Ribera y Portocarrero, que encargó finalizar las obras empezadas.
San Juan de Ribera, hijo natural de Per Afán de Ribera, sufrió en su infancia la muerte de su madre, Teresa Pinelo. Tras esto, fue criado en este palacio por su tía paterna, María Enríquez, marquesa de Villanueva del Fresno.
En 1558 Per Afán de Ribera fue nombrado duque de Alcalá de los Gazules y virrey de Nápoles por el rey Felipe II y permaneció en la ciudad italiana hasta su muerte, el 2 de abril de 1571.
El I duque de Alcalá fue adquiriendo una nutrida colección de estatuas durante su estancia en Nápoles. Varios autores italianos han escrito que, cuando enviaba su colección por mar a España, el barco fue interceptado por piratas argelinos que tiraron las obras por la borda. Es posible que esto se hubiese producido con algún cargamento, pero la mayor parte de las piezas sí llegaron a España, como demuestran las obras conservadas en el palacio sevillano y documentos de 1569 sobre un envío a Cádiz para su casa de Sevilla y de 1571 sobre un envío a Cartagena. El envío a Cartagena llegó un mes después de que el I duque de Alcalá hubiese muerto y sus herederos se negaron a recoger el envío, que fue ofrecido a Felipe II, sin que se sepa que pasó con él.
Consta que, el 15 de diciembre de 1568, Benvenuto Tortello ya ejercía en España como maestro de obras del I duque de Alcalá. En el palacio de Bornos y en el palacio de Sevilla, Tortello tendió a respetar las edificaciones existentes, construyendo nuevos elementos adosados.
El 15 de diciembre de 1568 se registraron pagos al cerrajero Nicolás de Ribera por seis rejas.
Tortello dispuso en torno al Jardín Grande unas construcciones similares a las de un patio del palacio napolitano de Poggio Reale. Para esto se hicieron una serie de contratos. El 15 de marzo de 1569 se contrató con el cantero Antonio Hernández, por 1200 ducados, la construcción de logias dobles (de dos pisos). Dos semanas después se realizó un contrato con los albañiles Melchor de Andrada y Juan Miguel para esta misma obra. El 28 de mayo de 1569, Antonio Hernández subcontrató con Manuel Hernández y Antonio Gómez la hechura de doce arcos de piedra de Morón. El 12 de agosto de 1569 se contrató la obra de carpintería para las logias y las habitaciones adyacentes. El 4 de julio de 1570 se contrató con el albañil Hernando de Limpias, por 150 ducados, la construcción de la logia de una sola altura, que tenía el propósito de ocultar un almacén de agua usada en los jardines. Ese mismo día se contrataron las obras de carpintería para esta logia con Alonso Rodríguez, por 90 ducados.
El 28 de junio de 1570 se contrató con los albañiles Juan Suárez y Juan Miguel la reforma del guardarropa construido por el I marqués de Tarifa para su transformación a caballerizas. Posiblemente su artesonado de casetones (similar al del Pretorio) fuera desmontado, y parte de él aprovechado en el hoy Salón Dorado.
El 26 de julio de 1570 se contrató con Alonso Rodríguez la hechura de las puertas, ventanas y alacenas de los cuartos nuevos construidos junto a la calle Imperial y junto al antiguo guardarropa.
Tras la muerte del I duque de Alcalá, en 1571, el palacio y los títulos fueron heredados por su hermano menor: Fernando Enríquez de Ribera.
El II duque de Alcalá vivía en el Palacio de las Dueñas y alquiló la Casa de Pilatos en 1587 al canónigo Lorenzo de Ortega.
Fernando Afán de Ribera y Téllez-Girón heredó el título de III duque de Alcalá en 1594.
En el 1600 se construyó un pasadizo en altura que comunicaba el palacio con la Iglesia de San Esteban. Este pasadizo cambió de sitio posteriormente, pero aún puede verse el arranque del arco que la sostuvo entre edificaciones más recientes.

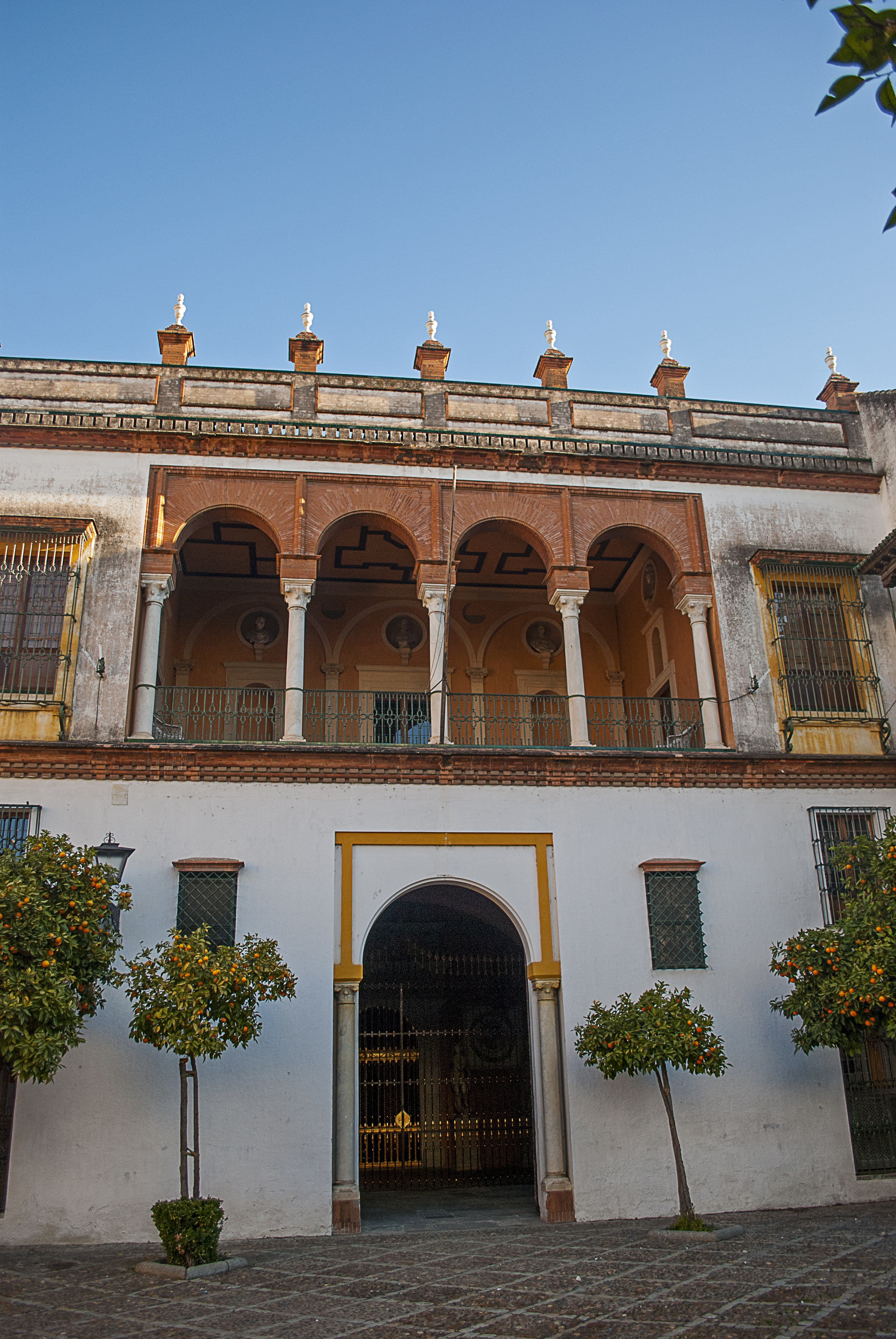
Fachada oriental. En la parte superior hay una logia con cuatro arcos realizada por Juan de Oviedo a principios del siglo XVII.

En 1603 el tesorero del III duque de Alcalá, Hernando de Chaves, firmó con el arquitecto Juan de Oviedo importantes obras de reforma de este palacio. Entre ellas, estuvo la construcción de la logia con cuatro arcos en la planta alta, dando a la fachada de la Plaza de Pilatos. Oviedo también intervino en las estancias que había entre el Jardín Grande y la calle Imperial, las habitaciones privadas del duque. Otras aportaciones de este arquitecto fueron las estancias de la planta alta entre el patio principal y el Jardín Grande (denominadas "camarín grande y dos retretes"), así como la biblioteca o Salón Armería construida sobre el antiguo guardarropa.
También en 1603 se contrató con Francisco Pacheco la pintura de un techo del palacio por 1000 ducados.Este techo se ubica en el Camarín Grande, actualmente Salón Pacheco, y ocultaba un armadura mudéjar del siglo XV. Este primer artesonado se encuentra actualmente desmontado en los talleres del palacio, pendiente de restauración y reubicación. 
El III duque de Alcalá solicitó en 1604 al rey vender el antiguo palacio familiar situado frente a la Iglesia de Santa Marina, que había sido concedido en 1371 por Enrique II. El III duque de Alcalá argumentaba que quería invertir el dinero de la venta en aumentar el espacio de la Casa de Pilatos, porque el servicio tenía que pernoctar en casas alquiladas, y en restaurar este inmueble, que amenazaba ruina. El palacio frente a la Iglesia de Santa Marina se vendió por 6 millones de maravedís.
La biblioteca fue terminada en 1617, según una inscripción que aún se conserva. Otras estancias que mantienen su fisionomía de principios del siglo XVII son los conocidos como Salón Oviedo, Salón Pacheco (tras unas reformas recientes, cuenta sólo con dos ventanas de las cuatro que tenía en origen) y Gabinete.
El inmueble también está relacionado con algunos humanistas sevillanos. El secretario del I duque de Alcalá fue Cristóbal de las Casas, amigo del también humanista Juan de Mal Lara. Este duque protegió a estos y a otros humanistas, como Pedro Mejía. El IV marqués de Tarifa tuvo por preceptor a Francisco de Medina. El III duque de Alcalá se rodeó de un círculo de intelectuales en Sevilla, al que se llamó "Academia", en el que estaban los escritores Juan de Arguijo y Rodrigo Caro, aunque pudo dedicar poco tiempo a reunirse con ellos porque estuvo en Barcelona como virrey entre 1619 y 1622, como embajador en Roma entre 1625 y 1626 y en Nápoles como virrey entre 1629 y su muerte en 1637.
Los títulos y bienes pasaron a su hija mayor, María Enríquez de Ribera, que murió en 1639. Como murió sin sucesor, todo pasó a la hija de Pedro Girón, hermano de Fernando, llamada Ana María Luisa Enríquez de la Cerda, casada con Antonio Juan Luis de la Cerda, VII duque de Medinaceli.
El VII duque de Medinaceli, nombrado capitán general de las costas de Andalucía, fue con su mujer a vivir a este palacio el 29 de noviembre de 1643. Sin embargo, en 1658 volvió a instalarse en Madrid. Desde mediados del siglo XVII hasta mediados del siglo XIX el palacio solo recibió visitas esporádicas de esta familia.
En el siglo XVIII se llevaron a cabo diversas obras de reparación. Sobre la puerta principal se había colocado una baranda gótica de mármol procedente de Bornos. Sin embargo, esta baranda se desplomó a comienzos del siglo XVIII y tuvo que rehacerse en 1716.
Se construyeron casas nuevas entre el palacio y la Iglesia de San Esteban, que tenían que soportar la servidumbre de paso del palacio hacia el templo. Por este motivo, en 1779 el pasadizo en altura que comunicaba el palacio con la Iglesia de San Esteban se cambió de lugar, del lado izquierdo al lado derecho de la puerta del templo.
En 1810, durante la invasión francesa de Sevilla, se alojaron en el palacio numerosos soldados que causaron importantes daños. Se perdieron todas las puertas y ventanas mudéjares, utilizadas como leña, con excepción de las del Salón de los Azulejos (actual Pretorio).
En 1843 esta zona de Sevilla fue bombardeada por tropas de Espartero. Amador de los Ríos escribió que en este palacio cayeron entonces 14 bombas, que no afectaron demasiado al conjunto. La reparación duró un año y costó 60 840 reales.

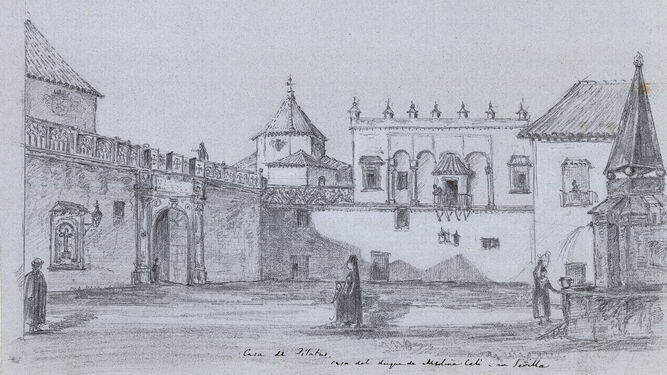
Casa de Pilatos, dibujada por Richard Ford en 1831.

En la segunda mitad del siglo XIX Ángela Pérez de Barradas, I duquesa de Denia y esposa del XV duque de Medinaceli, mostró un especial interés por el palacio. En 1851 se realizaron reparaciones en la escalera principal y su cúpula y se abrieron las ventanas que daban al Jardín Grande, que habían sido tapiados parcialmente en fecha desconocida. También se sustituyó la solería de mármol negro original por las actuales losas de Tarifa. En 1852 se sustituyó el suelo de ladrillo de la antecapilla por uno de mármol. En 1854 se soló del mismo mármol también el patio principal. En 1860 se demolió el salón que había entre el apeadero y el patio principal, creándose un acceso directo entre ambos patios con cancela de hierro. En 1861 las ventanas del patio principal fueron reformadas en estilo nazarí, aprovechando los huecos originales y una serie de columnillas de tiempos de Catalina de Ribera. La cúpula oval del Salón Armería, diseñada por Juan de Oviedo, se había derrumbado parcialmente en el terremoto de 1755. En 1867, tras varios años de reparaciones, apuntalamientos y amenaza de ruina, se decidió demoler todo el salón, y en ese espacio construir una serie de nuevas habitaciones.
En los comienzos del siglo XX el XVII duque de Medinaceli vendió las casas anejas que había junto a la Iglesia de San Esteban, la Casa de la Tribuna (que tenía el pasaje elevado) y alguna otra propiedad de la zona este. También se realizaron algunas demoliciones que configuraron el actual Jardín Chico hacia 1924, perdiéndose muchas dependencias del servicio, un patio secundario y la zona privada que tenía la casa en planta baja. Se hicieron nuevas demoliciones a causa una nueva alineación de la calle Imperial. También se derribaron los tabiques que cerraban los arcos de la logia que daba a la Plaza de Pilatos, que aparecen en un dibujo de Richard Ford del siglo 1831, y se trasladó el balcón que había en ella a la casa contigua. Se derribaron otros tabiques para recuperar la forma original de las estancias altas que dan a dicha Plaza. En la década de 1960 se redescubrieron los frescos de 1539 en las galerías altas.
En 1966 tuvo lugar aquí un baile benéfico al que asistieron miembros de la nobleza. Cada familia asistente pagó 5 000 pesetas, destinadas a la Cruz Roja. Las que presidieron la gala fueron Grace Kelly y Jacqueline Kennedy.
En 1980 se creó la Fundación Casa Ducal de Medinaceli, que gestiona este inmueble.Desde entonces, continúan los proyectos de restauración, recuperación y redecoración de espacios.

## Descripción
El palacio, que ocupa una superficie de unos 10 000 metros cuadrados, está limitado al norte por la calle Imperial, al oeste con el Convento de San Leandro, al sur con la Plaza de Pilatos y al este con la Iglesia de San Esteban.
Las habitaciones inferiores se usaban en la época estival y se conocían como "Palacio de Verano" y las superiores en la época invernal y se conocían como "Palacio de Invierno".

### Exterior

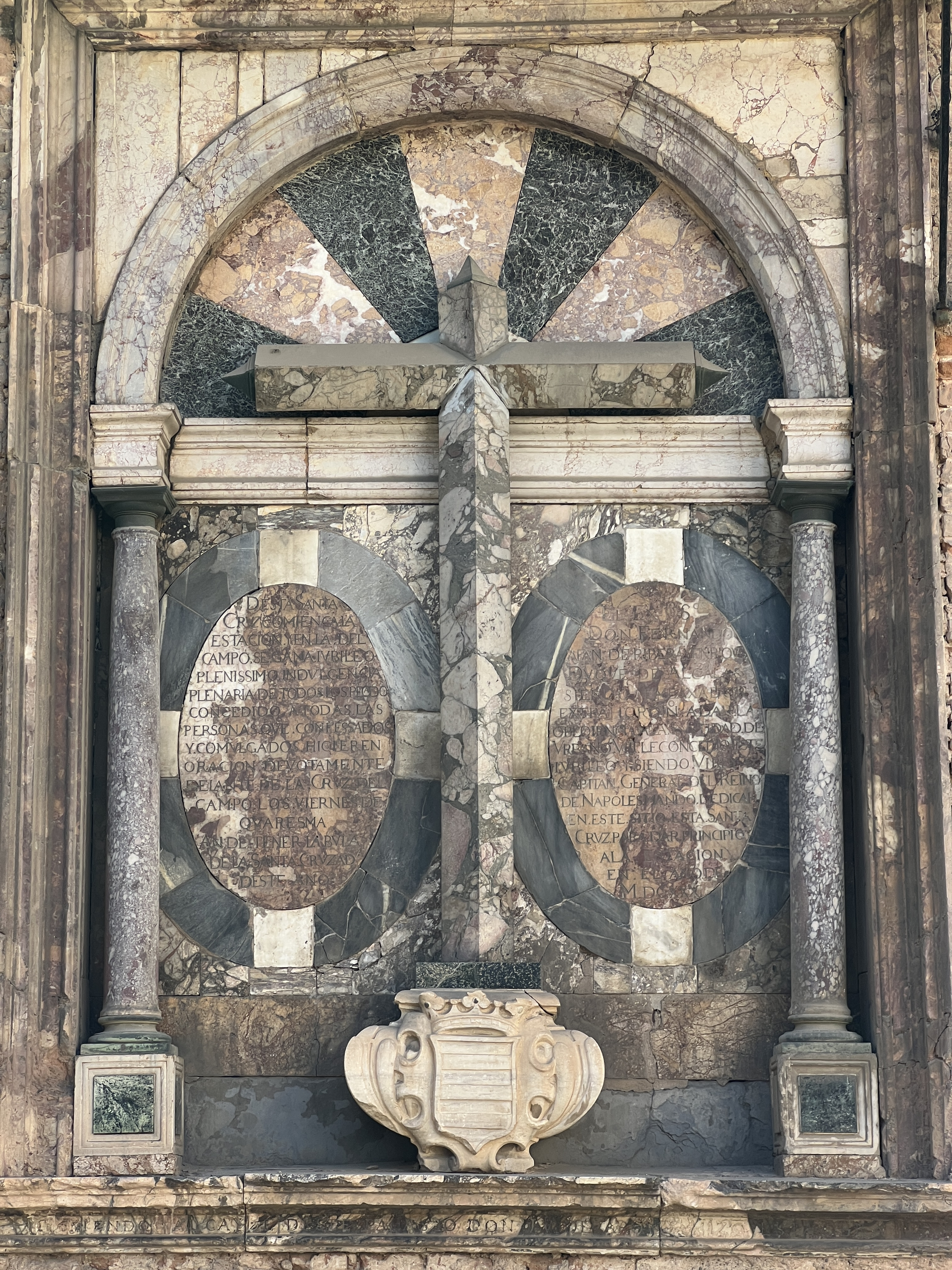
Cruz de 1630 que marca la primera estación de un vía crucis.

En la plaza de Pilatos se encuentra una fachada occidental, con la puerta principal y una cruz de mármol, y una fachada oriental, con otra entrada y una logia en la planta alta realizada por Juan de Oviedo a comienzos del siglo XVII.
La portada principal fue realizada en mármol por Antonio María Aprile da Carona en 1529 y colocada en este lugar en 1533. En las enjutas del arco de la portada hay medallones con emperadores. Tiene esculpidos dos capiteles corintios, uno con águila con las alas desplegadas y otro con una cesta de frutas. En el friso está escrita una frase en latín del salmo 126 que, traducida, dice "Si el Señor no edifica tu casa en vano trabajarán los que edifican ésta. Protégenos Señor bajo la sombra de tus alas".
En la parte superior de la portada hay tres cruces de Jerusalén con la inscripción "4 días de agosto de 1519 entró en Jerusalem", en referencia a la peregrinación del I marqués de Tarifa. También hay una balaustrada neogótica de comienzos del siglo XVIII.
La cruz de mármoles de colores de la fachada fue realizada por los canteros Nicolás Ferrero y Andrés Correa en 1630 y marca el inicio del vía crucis instituido desde el palacio por el I marqués de Tarifa en el siglo XVI.
La logia de la planta alta de la fachada oriental podía tener dos funciones: servir de palco para celebraciones que tuvieran lugar en la plaza (como toros y otras fiestas comunes en las plazas del siglo XVII) o para escenificar como Jesús es mostrado al pueblo por Pilatos (Ecce Homo) en la primera estación del vía crucis.

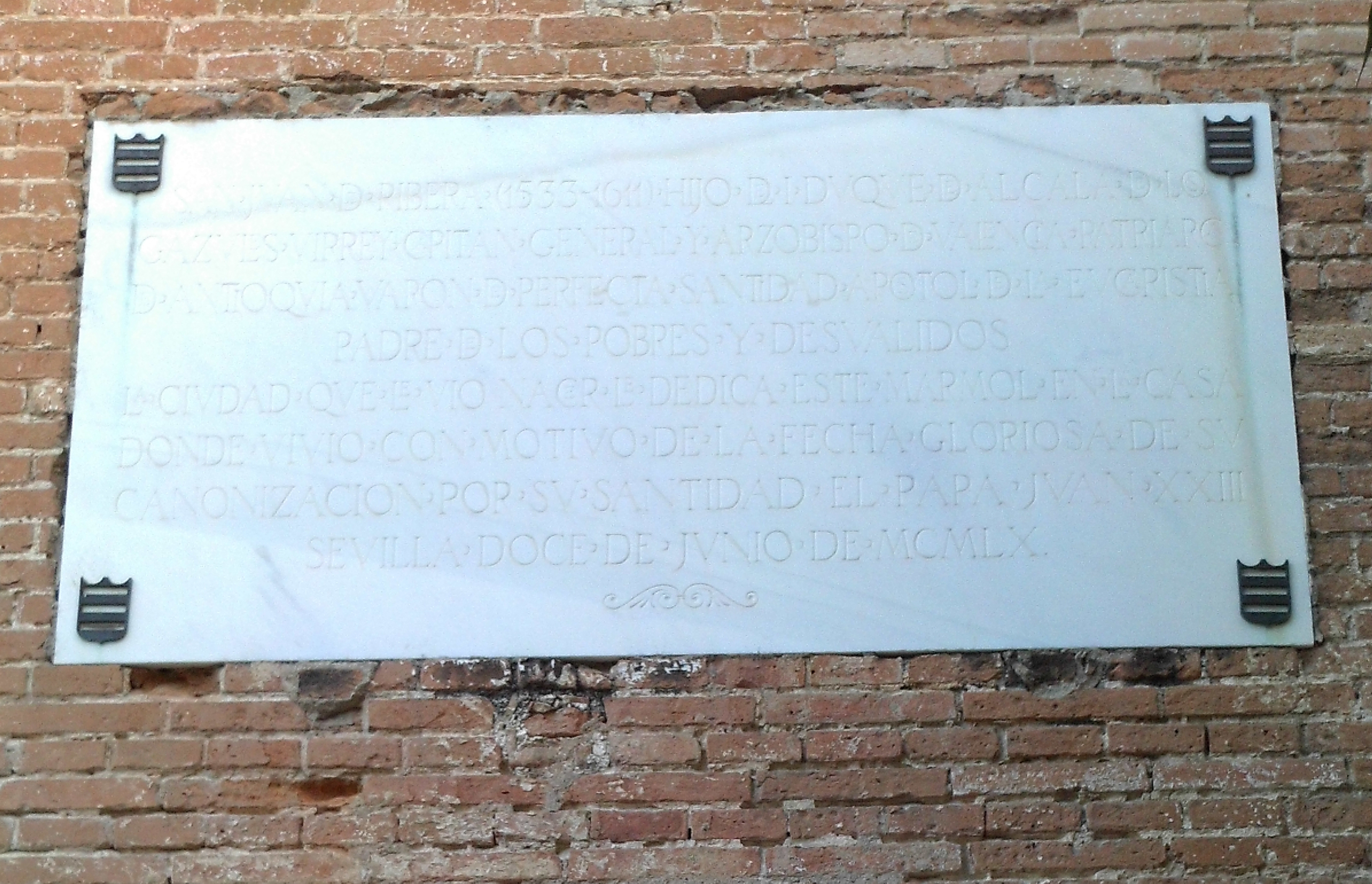
Inscripción dedicada a san Juan de Ribera, que vivió en este palacio, con motivo de su canonización por san Juan XXIII en 1960.

En 1960 se colocó a la derecha de la puerta una losa de mármol blanco con una inscripción que recuerda que san Juan de Ribera vivió en este palacio en el siglo XVI.
La torre donde se encuentra la escalera principal tiene un azulejo con el escudo de la Casa de Medinaceli y un techo de cerámica azul y blanca.

### Apeadero
El apeadero es un patio de unos 270 metros cuadrados. Cuenta con dos galerías perpendiculares entre sí con columnas con capiteles de moñas. La galería que está detrás de la fachada es de una nave y la que separa el apeadero del patio principal es de dos naves. La puerta con reja que une el apeadero con el patio principal fue realizada en 1861, demoliendo para ello un salón allí existente.
José Gestoso y Pérez escribió en 1885 que en la Biblioteca Colombina de Sevilla había un manuscrito redactado por Ambrosio José de la Cuesta y Saavedra en el que se decía que el II duque de Alcalá adquirió un busto del rey Pedro I que estaba en el exterior de una casa de la calle Candilejo cuando esta se derribó, describiéndolo como un hombre con el rostro abultado, sin barba, con el pelo a la altura del cuello y con un bonete redondo en la cabeza. En el siglo XX Menéndez Pidal publicó un volumen de su Historia de España dedicado a los Trastámara donde aparece un busto de la Casa de Pilatos que coincidía con la descripción. Posteriormente, el escultor Juan Abascal lo restauró y fue situado en una hornacina del apeadero.

### Caballerizas
En uno de los frentes sin galerías del apeadero se encuentra el acceso a las caballerizas, con un abrevadero. Las caballerizas fueron realizadas en 1570. Se trata de una sala con diez bóvedas de arista sostenida por columnas pareadas. Actualmente se utiliza como salón de actos para conferencias y conciertos benéficos, o para celebraciones privadas.

### Azulejos

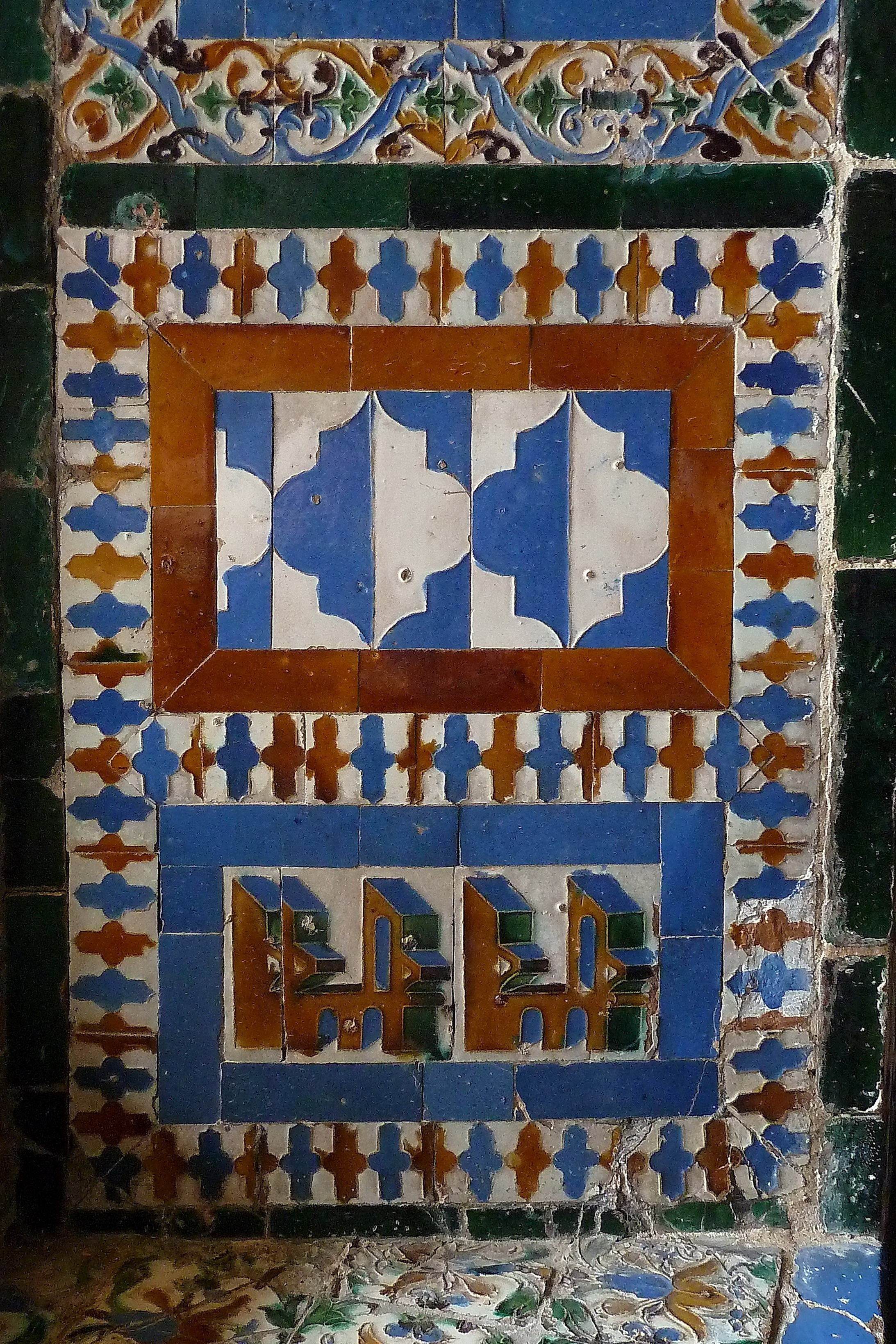
Los azulejos proceden del taller trianero de Diego y Juan Pulido (padre e hijo) y son de la década de 1530.

Los azulejos de las paredes del palacio fueron realizados entre 1536 y 1539 por Diego y Juan Pulido (padre e hijo) en Triana. La mayoría están realizados con la técnica de la cuenca o arista, muy de moda en Sevilla a comienzos del siglo XVI. Otros azulejos son lisos y su decoración imita el jaspeado, lo cual era muy vanguardista. La mayoría de los azulejos tienen unas medidas de 13x13 centímetros. Predominan los azulejos cuadrados, pero pueden encontrarse otros con otras formas, como hexagonales o de estrella. Los azulejos del palacio tienen más de 150 diseños diferentes, que pueden clasificarse en mudéjares (con lacerías geométricas de inspiración musulmana), isabelinos (imitan la decoración vegetal de los tapices) y renacentistas (emulan las formas vegetales de los tapices, grutescos y artesonados de madera). También se representaron en azulejos los escudos de los Enríquez y los Ribera, con unas medidas de 26x26 centímetros.

### Patio principal

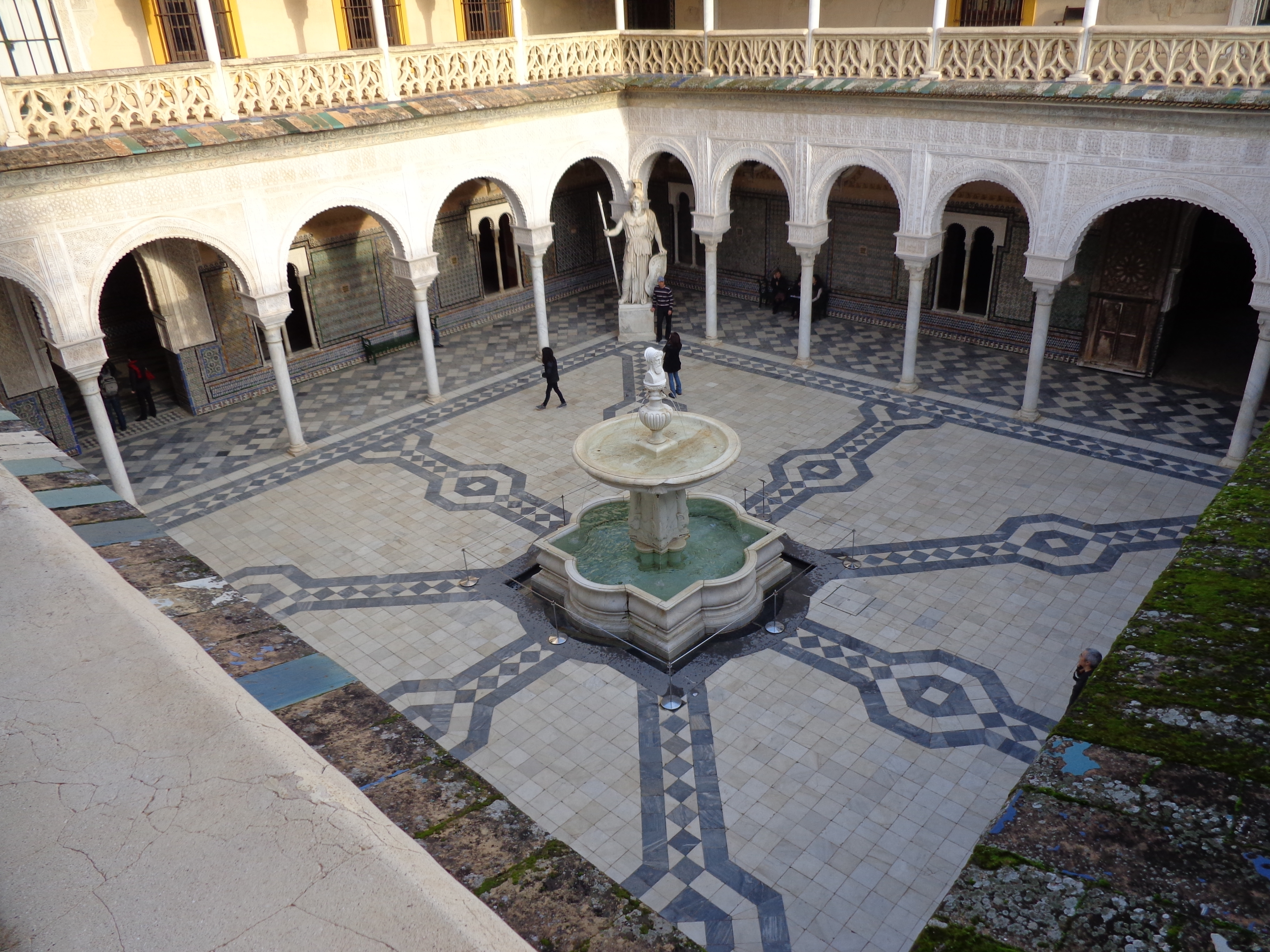
Patio principal de la casa

El patio principal, excluyendo sus galerías, tiene 324 metros cuadrados.
El patio original, de los tiempos de Pedro Enríquez y Catalina de Ribera, era ya mudéjar pero tenía forma de U y estaba abierto hacia el actual Salón del Pretorio. Fadrique Enríquez, a partir de 1526, edificó la galería frente al Salón del Pretorio.
El patio quedó configurado con dos plantas con galerías en la planta baja y la planta alta, con arcos sostenidos en cada planta por 24 columnas de mármol de Génova con capiteles con capiteles de moñas. En la planta baja los capiteles tienen una imposta con decoración mudéjar y escudos heráldicos. Los arcos están decorados con yeserías que mezclan motivos mudéjares y platerescos.
En el ángulo norte del patio dos arcos de menor tamaño se alinean con la ventana del Salón de Descanso de los Jueces mientras que el arco de al lado, más grande, está alineado con la puerta de este salón.
Los muros tienen zócalos de azulejos de más de tres metros de altura. En los zócalos y en la parte alta de los muros hay escudos heráldicos.
En 1861 las ventanas de este patio fueron transformadas en ajimeces, usando columnas preexistentes de la época de Catalina de Ribera que serían retalladas.
La fuente central, de 4,03 metros, es de mármol y fue realizada en Génova en 1529. Originalmente estaba rematada por un sátiro, pero actualmente lo está por una escultura con dos caras de Jano, el dios romano de los cambios.

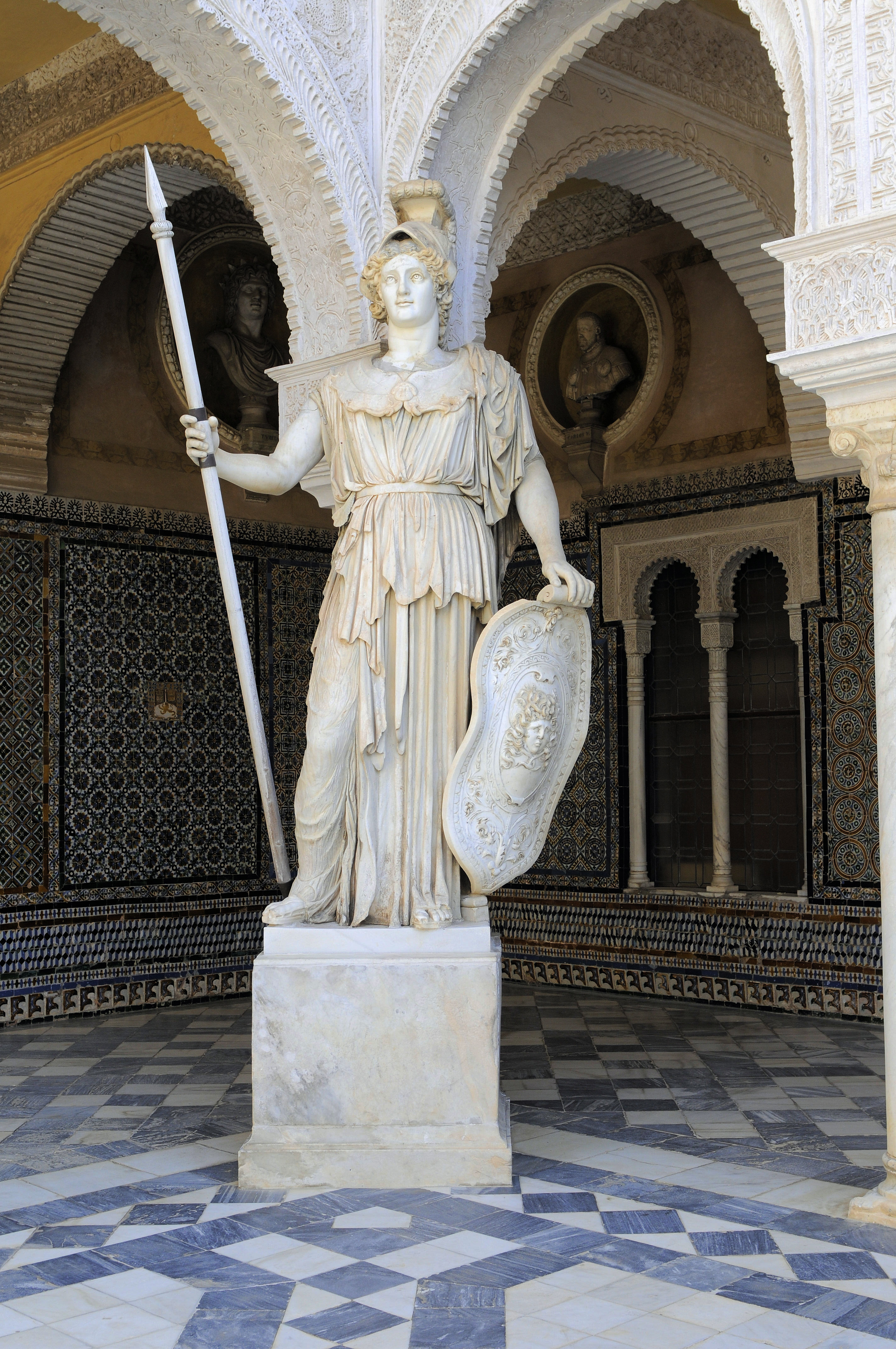
Estatua romana, del, de Palas Atenea en el patio principal.

En los ángulos del patio hay cuatro estatuas del siglo II procedentes de la colección conformada en el siglo XVI por el I duque de Alcalá que representan a: Faustina Minor, esposa de Marco Aurelio, con elementos propios de la diosa Ceres o Fortuna; Pallas Pacifera, que es la única copia romana de la Atenea labrada por Fidias para la Acrópolis que conserva la cabeza; mujer con pandereta modificada en el Renacimiento que tuvo grabado Copa Syrisca en su base; y Pallas Belligera, que es copia de otra del siglo V a. C. con añadidos del siglo XVI.
Sobre el zócalo de azulejos se reparten 24 hornacinas circulares que alojan bustos de emperadores romanos y otros personajes destacados (Mario, Marco Vipsanio Agripa, Valerio, Trajano, Tiberio, Vitelio, Lucio Vero, Antonino Pío, Marco Tulio Cicerón, Carlos V, Turita, Aníbal, Escipión el Africano, Calígula, Máximo, Tito, Quirino, Rómulo, Filipo, Adriano, Marco Aurelio, Vespasiano y Marco Aurelio; procedentes de Italia).

### Planta baja

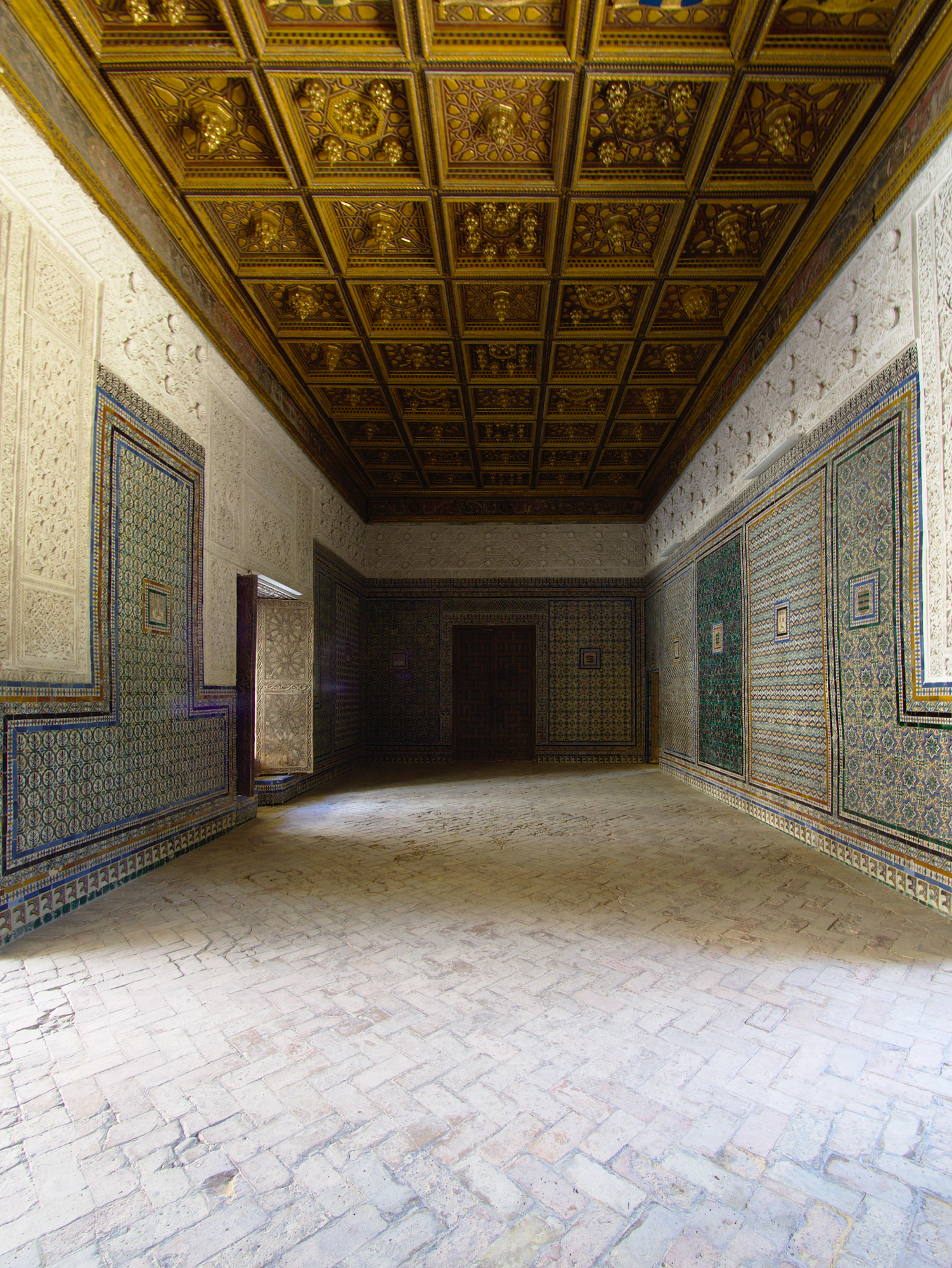
El Salón del Pretorio, en el que destacan el artesonado y los azulejos.

Por el lado este del patio principal se accede al Salón del Pretorio o de los Azulejos.
Cuenta con una puerta de madera mudéjar de dos hojas de tiempos del I marqués de Tarifa que tiene figuras geométricas, restos de escudos de los Enríquez y los Ribera, así como inscripciones en latín del Credo y el Padre Nuestro. El artesonado del salón es de 1536. En este artesonado hay ocho escudos heráldicos, siendo la fila izquierda cuatro escudos de la rama materna (Ribera, Mendoza, Portocarrero y Figueroa) y la derecha la paterna (Enrique, Quiñones, Mendoza y Toledo).
Actualmente, el artesonado está en proceso de restauración, fijando la policromía original para garantizar su preservación, y recuperándose el pan de oro desaparecido con el paso del tiempo.
Por el Salón del Pretorio se accede a un pasillo, el Corredor de Zaquizamí, con arcos sobre columnas de mármol en la zona abierta al Jardín Chico. En este corredor se encuentra un relieve de mármol del siglo XVI con objetos de guerreros, que es la copia de un fragmento de la base de la Columna de Trajano.
Cruzado este pasillo se llega al Salón Dorado, una habitación cuadrada con un artesonado dorado y una reja plateresca. El Corredor y el Salón Dorado fueron construidos en 1539. En el Salón Dorado están el casco, el escudo y el mazo de mármol que le habían sido añadidos a la estatua de Palas Pacifera del patio principal en el Renacimiento y que fueron retirados en 1957. También hay dos relieves de mármol, uno de los cuales es del siglo I y muestra una procesión de la entrada triunfal de Octaviano en Roma, que regresaba tras haber vencido en Actium. En la pared del fondo hay dos metopas renacentistas y una estatua de una Venus dormida.
Desde el Salón Dorado se puede acceder al Jardín Chico.
Junto al Salón del Pretorio se accede a otra sala rectangular, no abierta al público, que actualmente alberga espacios técnicos y cocinas. A su vez, esta sala cuenta con acceso hacia el Salón Rosa, que es una estancia cuadrada.
Por el lado norte del patio principal o por la Sala Rosa se puede acceder a la Antecapilla o Salón de Descanso de los Jueces. El nombre de Salón de Descanso de los Jueces hace referencia a los 71 jueces del sanedrín que juzgaron a Jesús. La estancia tiene 18 metros de largo y 6 de ancho. El artesonado y las yeserías son de los tiempos de Pedro Enríquez y Catalina de Ribera, aunque el suelo de mármol es del siglo XIX.
La Capilla de la Flagelación es de estilo gótico, tiene arcos ojivales y bóvedas de crucería. Las claves de bóveda tienen los escudos de los Enríquez y los Sotomayor. Las nervaturas de las dos bóvedas de esta capilla descansan sobre ménsulas policromadas de ángeles. Hay una ventana ojival en el muro izquierdo de la capilla, que indica que antes de hacerse construcciones posteriores este lugar daba al exterior. Hay una columna en el centro y una estatua de mármol blanco de Jesús con una oveja en los hombros. Las puertas de la capilla son del siglo XV y conservan escudos heráldicos de Enríquez y Sotomayor.
Por un lado del Salón de Descanso de los Jueces se accede al Gabinete de Pilatos. Tiene un artesonado de entre finales del siglo XV y principios del XVI con piñas de mocárabes que terminan en diez puntas, así como figuras de estrellas queriendo representar el techo la bóveda celeste. También hay un arrocabe con los escudos de Enríquez y Sotomayor. En la parte superior de la pared hay yeserías. Los azulejos de las paredes alcanzan una gran altura. En el centro del suelo hay una fuente de bronce en una estructura octogonal rodeada de azulejos. Por el Gabinete de Pilatos se accede al Jardín Grande y a dos salas de menor tamaño.
En una de estas salas (la situada a la izquierda), denominada Sala de la Barbuda, hay una réplica del cuadro de La mujer barbuda propiedad de la Casa de Medinaceli, cuyo original se encuentra en depósito en el Museo del Prado de Madrid, y fue pintado por José de Ribera en 1631.La sala gemela, que da paso a todas las habitaciones bajas situadas entre el Jardín y la calle Imperial, no es accesible al público, estando pendiente de restauración y recuperación.
En el oeste del patio principal se accede al conocido como Salón de las Columnas, una sala rectangular con columnas. Está cubierta con un techo de alfarje. Tiene una ventana hacia el Jardín Grande con una reja plateresca.

### Escalera

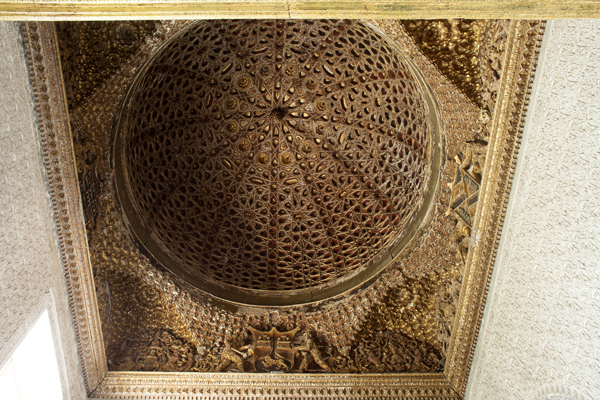
Cúpula de la escalera.

Por el ángulo oeste del patio principal se accede a la escalera, construida en el siglo XVI, en época de Fadrique Enríquez. Tiene zócalos de azulejos.
La cúpula de madera de la escalera fue realizada por Cristóbal Sánchez y dorada por Antón Pérez en 1538. Se encuentra enmarcada por una estrella de doce puntas. En la base de la cúpula están los escudos heráldicos de las familias Enríquez, Quiñones, Ribera y Mendoza flanqueados por figuras de hombres salvajes. La cúpula es similar a la del Salón de Embajadores del Alcázar de Sevilla, construida en 1427. Desde marzo de 2025, la cúpula se encuentra en proceso de restauración y recuperación de policromía y dorados.
En el muro sur de la escalera hay una copia del siglo XVIII de la Virgen de la Servilleta de Murillo.

### Planta superior
La escalera desemboca en la galería alta, decorada con frescos de 1539 que representan a personajes de la Antigüedad (como Virgilio, Homero u Horacio) en estructuras arquitectónicas renacentistas.
En el lado izquierdo se encontraba una entrada y dos ventanas (actualmente cegadas) al Salón de Pacheco, la sala rectangular con techo pintado por Francisco Pacheco de 1603. En el centro de este techo se representa la Apoteosis de Hércules. En un lado se encuentra la Caída de Ícaro, el Rapto de Ganímedes y Astrea. En el otro lado se encuentra la Caída de Faetón, Belerofonte sobre su caballo Pegaso y la Envidia. En las paredes de este salón destacaban los cuadros de Luca Giordano Prometeo encadenado y La curación milagrosa de Godofredo de Bouillón, así como El arrastre de Francisco de Goya. Sobre una mesa de este salón se encontraban los bustos del cónsul Marcelo, del siglo I, y del emperador Cómodo, del siglo II.
Actualmente este Salón está cerrado a las visitas, por encontrarse en fase de redecoración.
Por el lado oeste del Salón Pacheco se accede a otra estancia más pequeña, cuadrada, conocida como Gabinete. En su techo está pintado el Banquete de los Dioses, obra de Jacob van der Gracht. También tenía una chimenea con placas de porcelana de Sèvres. Al igual que el Salón Pacheco, está actualmente siendo redecorado. Por el Gabinete se accede a otra sala que, en su techo, tiene una pintura de Prometeo realizada por Francisco Pacheco.
Por el extremo este del Salón Pacheco se accede al Salón de Oviedo, nombrado así por haber sido realizado por el arquitecto Juan de Oviedo. Tiene un techo con yeserías.Este salón, redecorado con fuerte inspiración decimonónica, fue abierto a las visitas a finales de 2024.
Desde el Salón de Oviedo y desde el ángulo norte de la galería alta se puede acceder al interior del torreón, una estancia cuadrada con un artesonado octogonal, como el tejado que lo cubre.
Desde el interior del torreón y desde la galería alta se puede acceder al Comedor, con un artesonado mudéjar del siglo XV y una chimenea del siglo XVII de pizarra y estilo manierista. Existe una leyenda que indica que la chimenea proviene del desaparecido Salón Armería. Entre los objetos que pueden encontrarse en el comedor hay dos tinajas japonesas del siglo XIX. También se exponen aquí los cuadros El conde Castrojeriz de Tintoretto y La adoración de los Reyes Magos de Luca Giordano. En el Comedor también hay un bodegón pintado por Giuseppe Recco con un sirviente negro pintado por Luca Giordano.
Desde el Comedor puede accederse a la Salita de Fumar, con un artesonado del siglo XV.
La primera estancia a la que se accede desde el flanco este es la denominada Salón de los Frescos, de forma rectangular, que debe su nombre a los murales con el Triunfo de las Cuatro Estaciones que decoran sus paramentos; se cubre con un artesonado mudéjar de par y nudillo. En esta sala se expone un relieve del siglo II de Leda con Zeus convertido en cisne.

### Jardines

#### Jardín Chico

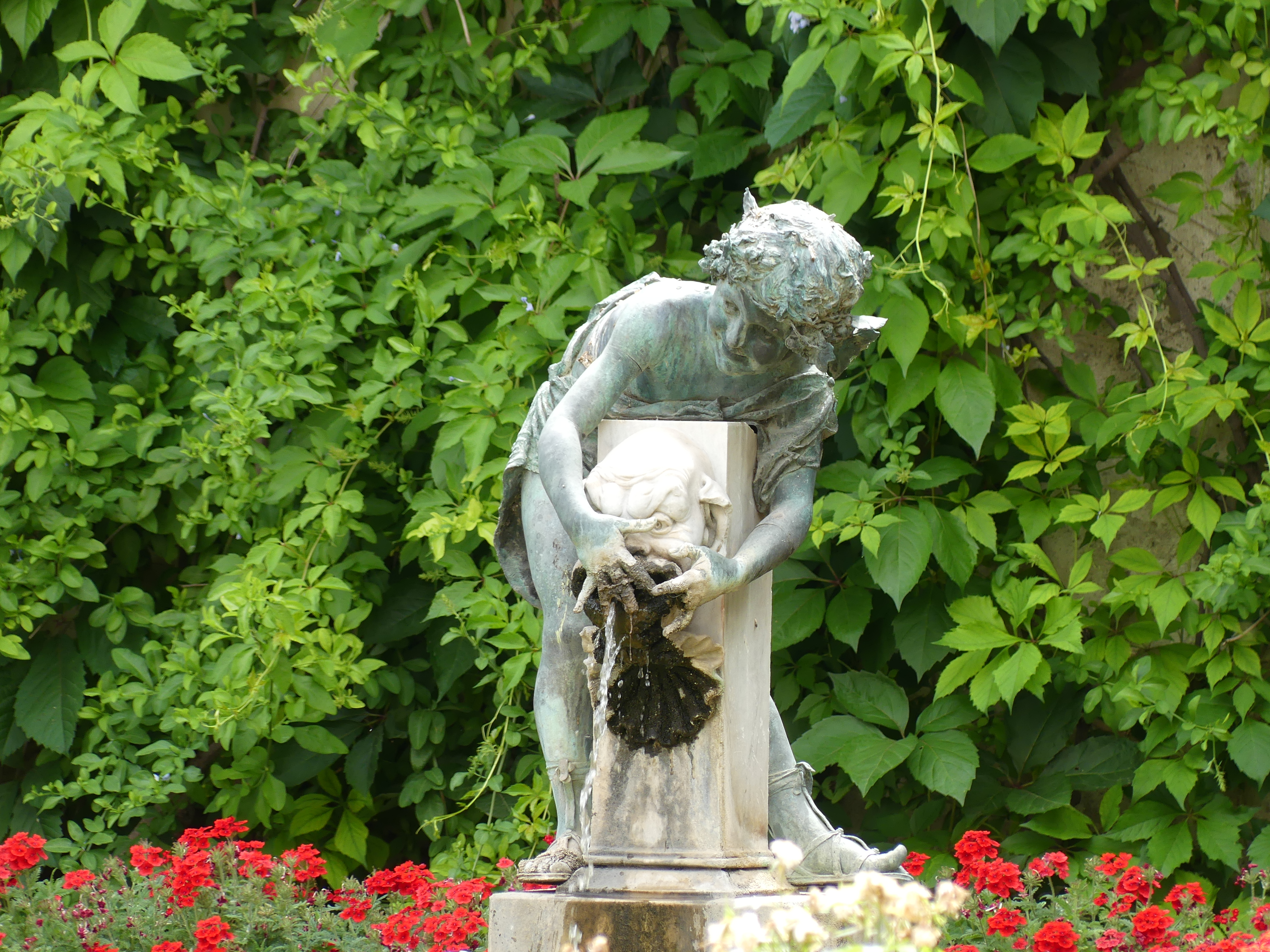
Baco joven. Jardín Chico.

El Jardín Chico se encuentra en la zona oriental del palacio y se configuró en el primer cuarto del siglo XX.
Las trazas de este jardín se ajustan a un diseño geométrico de muros y parterres en los que se intercalan elementos clásicos, como columnas y estatuas. Se estructura en tres ámbitos de estilo y composición diferentes. El primero, rectangular, se dispone frente al corredor de Zaquizamí. Entre este ámbito y el siguiente discurre una alberca en uno de cuyos extremos se ubica una estatua de bronce. El segundo ámbito está formado por dos terrazas rectangulares dispuestas a distinta altura; la terraza superior se estructura en 4 parterres, ubicándose en el centro una estatua sobre columna. El tercer recinto se conforma con una sucesión de arriates que siguen un trazado geométrico cerrado, definiendo una glorieta central. Desde el extremo noroeste de este recinto se accede a una escalera que sube a las terrazas escalonadas que conforman la cubierta de las construcciones comprendidas entre la calle Imperial y las crujías perimetrales del patio principal.
En el Jardín Chico hay una fuente realizada en el 1900 por Mariano Benlliure con una estatua de bronce de un Baco joven que se agacha para sostener el pilar de la fuente, con un mascarón de mármol.
En el Jardín Chico también se encuentran los siguientes elementos decorativos de mármol de fecha desconocida: la Fuente del Niño de la Tortuga y un niño con un águila sobre una columna.

#### Jardín Grande

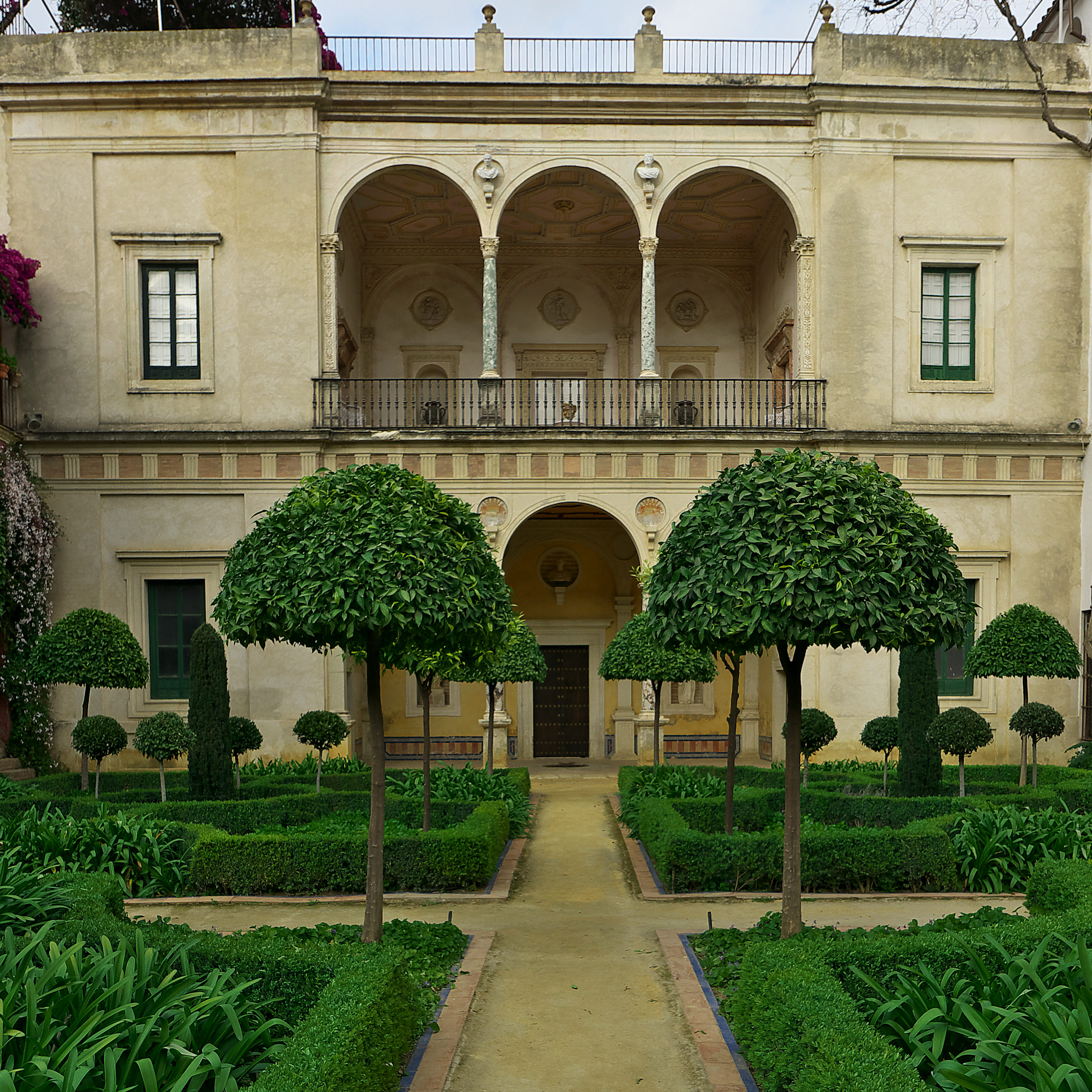
Detalle del Jardín Grande de la Casa de Pilatos. Tras esta doble logia se ubican las que fueron las habitaciones privadas del III Duque de Alcalá.

En el extremo opuesto del edificio se desarrolla el denominado Jardín Grande o de las Logias, un recinto de forma rectangular que se ordena siguiendo un trazado geométrico unitario. Sus ejes principales se rematan con sendas logias en los lados norte, oeste y sur, donde se exponen una variada muestra de esculturas clásicas. Su realización original se debe al arquitecto italiano Benvenuto Tortello. El eje del jardín queda marcado por una fuente de mármol sobre pila octogonal, cubierta por una estructura metálica. El resto se completa con una trama reticular de parterres rectangulares.
Al jardín se accede desde una galería en L, de dos plantas, de arcos de medio punto sobre columnas de mármol. Enfrentada a esta galería se abre la logia oeste, también denominada Cenador. Es un cuerpo de una planta que se abre al jardín con una arcada de tres vanos -de arcos de medio punto que apoyan sobre columnas de mármol elevadas sobre un plinto prismático-. En los paramentos se abren dos órdenes de hornacinas que albergan una serie de bustos y estatuas. Desde este ámbito se accede a un pequeño recinto previo al denominado Patio de las Tortugas. Desde este espacio parte una escalera que sube a una galería que se va plegando a la medianera, formando como un balcón al jardín.
El segundo eje del jardín se remata en ambos extremos por sendas logias, de dos plantas. La logia norte, de dos crujías en las que se distribuyen seis estancias, presenta una fachada al jardín en la que se abre un cuerpo central de arcadas sobre columnas de mármol, en dos plantas; el conjunto se remata superiormente con un pretil. En planta baja, el centro de la logia lo ocupa una fuente circular de cerámica vidriada, enrasada con el pavimento. En los paramentos se reproduce, como en la logia oeste el ritmo de las arcadas, abriéndose huecos y hornacinas de dimensiones y contenido similares.
En el Jardín Grande hay una gruta artificial con la estatua de mármol de una Venus dormida, similar a la que puede verse en el Salón Dorado.

## Escenario de cine y televisión
En la Casa de Pilatos se han rodado varias películas, entre las que destacan 4 superproducciones de Hollywood. En 1962 se rodaron en el palacio escenas de la mítica superproducción Lawrence de Arabia, ganadora de 7 Oscar. En 1992 el director Ridley Scott rodó aquí parte de la película 1492: la conquista del paraíso. Este director volvería a repetir en 2005 al rodar escenas para El reino de los cielos.
A finales de 2009, Tom Cruise y Cameron Díaz grabaron en el palacio escenas de la película Knight and Day. 
El patio principal y alguna de las alcobas de la Casa de Pilatos también sirvieron de escenario en 2017 para la serie de televisión La peste, que fue dirigida por Alberto Rodríguez y estrenada por Movistar+.
También se rodó aquí parte del episodio Mou Mou (2022) de la quinta temporada de la serie The Crown, de Netflix, así como varias escenas de las futuras series The Walking Dead (tercera temporada) y Young Sherlock.

## Turismo
En 2018, se creó una asociación que engloba a las principales casas-palacios privadas de la ciudad de Sevilla y al hospital de la Caridad, para tratar de realizar una oferta conjunta desde el punto de vista turístico. Los inmuebles adheridos son la Casa Pilatos, el palacio de las Dueñas, el hospital de la Caridad y la Casa de Salinas.